# Argosz (település)

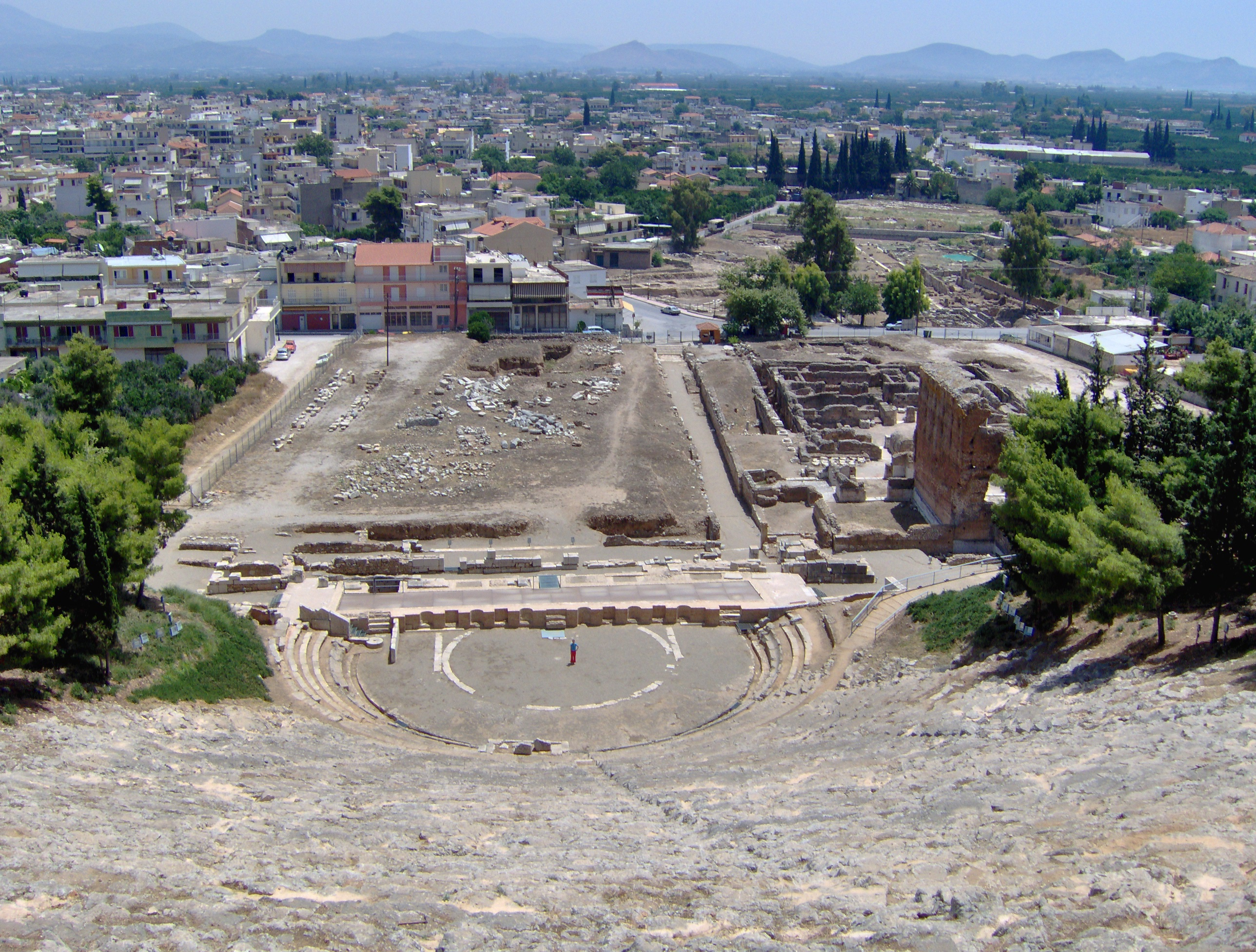
Argosz látképe az ókori színház felől

Argosz (újgörögül: Árgosz) város a Peloponnészosz-félsziget északkeleti részén, Görögországban, Argolísz megyében.

## Történelme
A korai bronzkor óta lakott település i. e. 1300–1200 körül jelentős görög város volt, Pheidón király uralma alatt (i. e. 7. század) a félsziget vezető városállamává vált, egészen  Spárta megerősödéséig. I. e. 669-ben Hüsziánál az argoszi sereg legyőzte a spártaiakat,  de i. e. 550-ben és i. e. 494-ben már Spárta győzött. Argosz az i. e. 461-es és i. e. 420-as háborúban Athén szövetségese volt Spárta ellenében. i. e. 392-ben Argosz föderációra lépett Korinthosszal.
Thébai hanyatlása után Spárta ismét az argosziak ellen fordult, ekkor II. Philipposz makedón király segítségével szerezték vissza nyugati tartományukat, Künuriát.
i. e. 229-ben Argosz belépett az akháj szövetségbe és annak központja lett. Két rövid időszakra (i. e. 225 és i. e. 196-ban) Spárta megszállta, de ezután i. sz. 267-ig független maradt. Ekkor rövid időre a gótok szállták meg, de a Bizánci Birodalom alatt ismét virágzott a város. Jelentősége a frank Akhíai fejedelemség idején csökkent, mert az új székhely Nauolia lett.
Az Oszmán Birodalom 1397-ben és 1500-ban elfoglalta és a második megszállásnál kiirtotta a lakosságot, és albánokat telepített be. A görög szabadságharc idején a szabad országgyűlés Argoszban ült össze.
Ma a város a környező síkság zöldség- és gyümölcstermesztésének központja, lakossága  körülbelül 25 000 fő.